# Etna (ciutat)

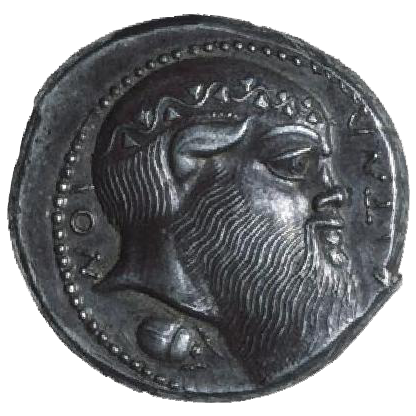
Tetradracma: Silè -

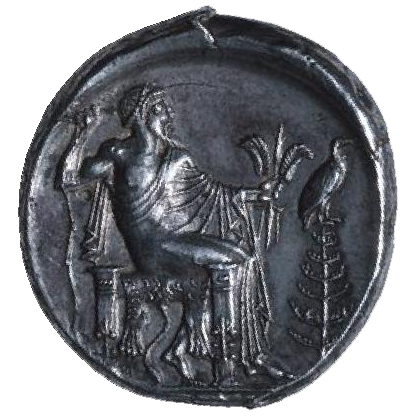
Zeus

Etna (grec antic: Αἰ̈τνη, llatí: Aetna) era una ciutat de Sicília al peu de la muntanya del mateix nom.
Antigament era poblada pels sículs, i anomenada Inessa (Ἴνησσα, segons Tucídides i Estrabó) o Inessum (Ἴνησσον, segons Esteve de Bizanci). En un temps va pertànyer al tirà Hieró I però a la seva mort, la colònia de Catana, que ell havia establert, va ser atacada i els colons es van establir a Inessa i li van donar el nom d'Etna (Aetna).
Els siracusans la van ocupar i hi van establir una forta guarnició. Atacada pels atenencs dirigits per Laques l'any 426 aC no la van poder conquerir. Durant la gran expedició dels atenencs, Etna i Hibla es van mantenir lleials a Siracusa i van ser assolades per les naus atenenques.
Els cavallers que es van oposar al tirà Dionís el Vell, es van refugiar a Etna, que Dionís va ocupar l'any 403 aC i hi va establir un cos de mercenaris de Campània que abans havia establert a Catània (Catana). Es va mantenir fidel a Dionís després de les defeccions dels seus aliats durant la invasió cartaginesa del 396 aC i encara els pertanyia el 339 aC quan Timoleó la va ocupar i va massacrar els mercenaris.
No se'n torna a parlar fins a temps de Ciceró que l'esmenta com a ciutat important, un municipi romà que produïa una gran quantitat de blat. Els seus ciutadans van patir de forma molt greu les exaccions de Verres. La citen Plini el Vell, i Claudi Ptolemeu, i es troba a l'Itinerari d'Antoní i a la Taula de Peutinger, però es desconeix la seva sort posterior i la data de la seva desaparició.